# Kocsonyás koronggomba
A kocsonyás koronggomba (Bulgaria inquinans) a Bulgariaceae családba tartozó, Európában és Észak-Amerikában honos, lombos fák kidőlt törzsein található, nem ehető gombafaj.

## Megjelenése
A kocsonyás koronggomba termőteste kezdetben majdnem gömbölyű vagy csészeszerű; idővel ellaposodik, korong alakúvá válik; átmérője ilyenkor elérheti az 5 cm-t; magassága 0,5–2 cm. Külső felülete barna vagy fekete, finoman vagy láthatóan szőrös/pikkelyes. Idősödve felszíne simábbá és feketébbé válik. Felső felszíne fekete, fényes, sima.
Húsa gumiszerű vagy kocsonyás. Íze és szaga nem jellegzetes.
Tönkje nincs vagy csak egy kis kinövéshez hasonlít.
Spórája elliptikus vagy citromszerű, sima, mérete 9-17 x 6-7 µm. Aszkuszai max. 150 µm hosszúak, bennük nyolc spóra található; a felső négy sötétbarna.

### Hasonló fajok
A bükk-koronggomba mérete és alakja hasonló, de színe fehéres. A fekete mirigygomba formája és állaga eltérő.

## Elterjedése és termőhelye
Európában és Észak-Amerikában honos. Magyarországon elterjedt.
Lombos fák (főleg tölgy, bükk, szelídgesztenye, szil) kidőlt törzsein található meg, sokszor tömegesen. Szeptembertől novemberig terem.

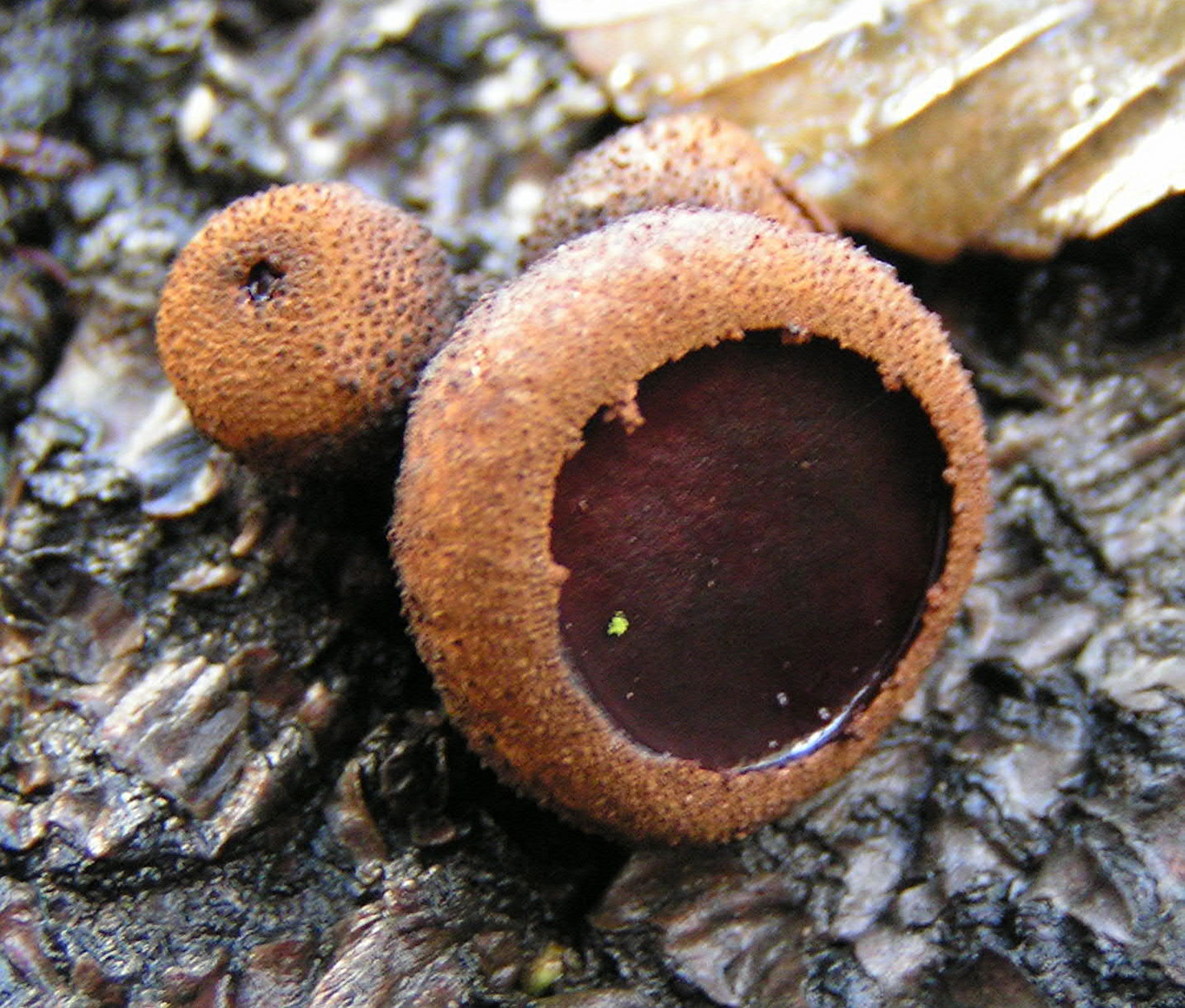
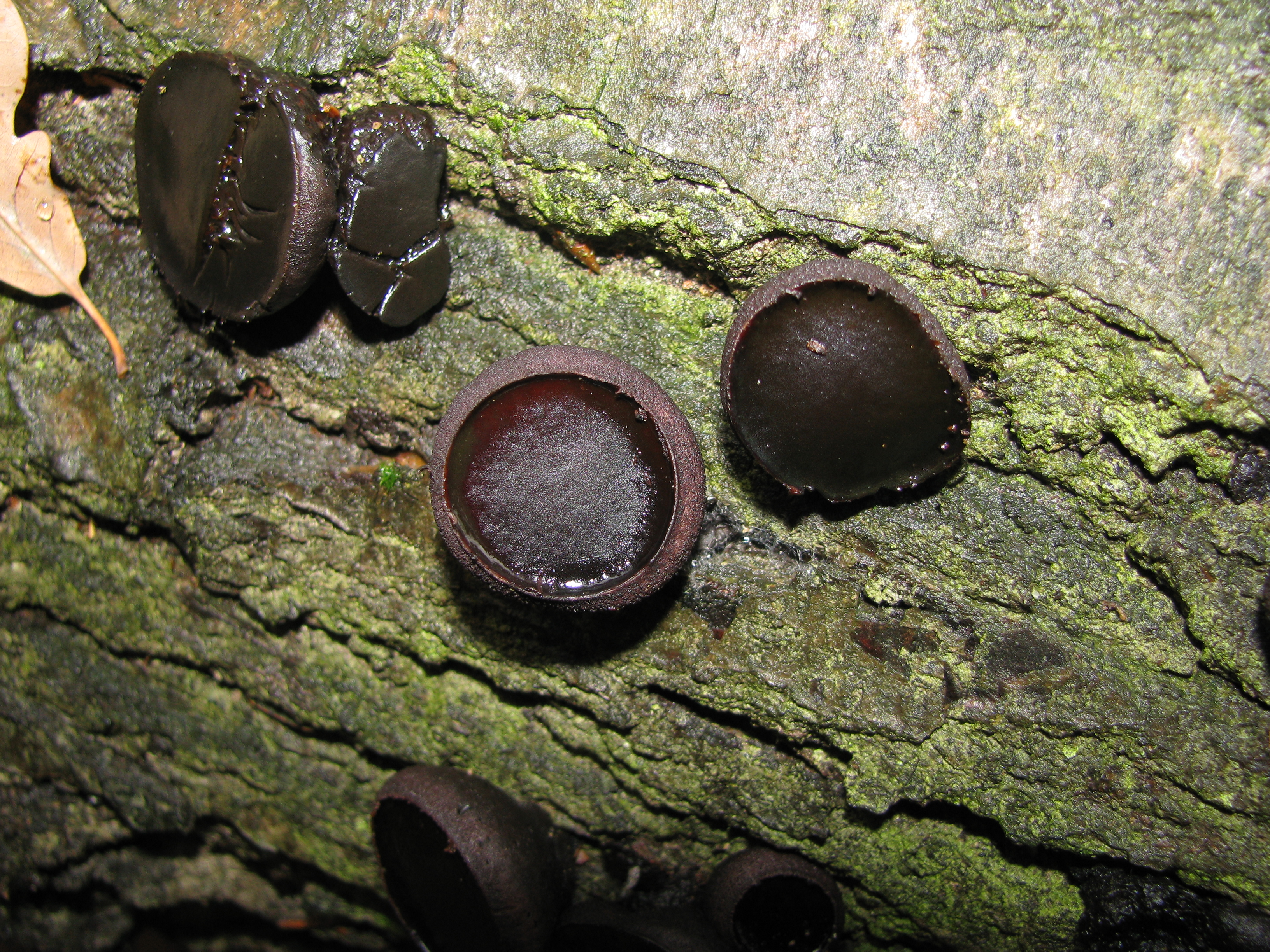
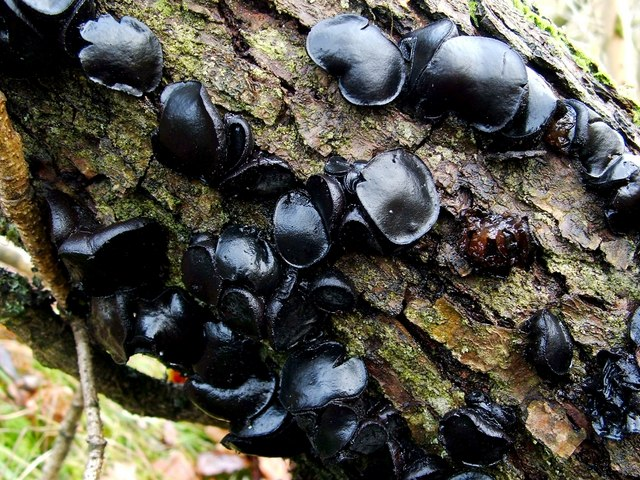
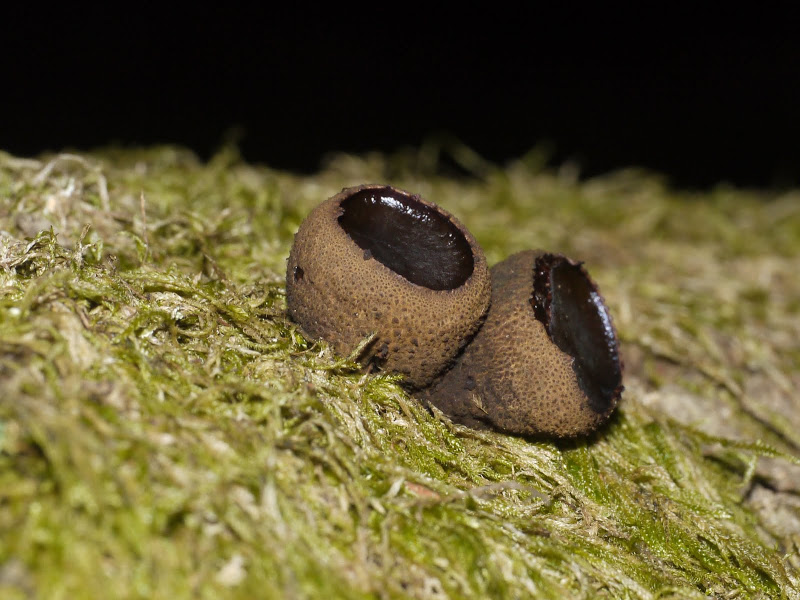
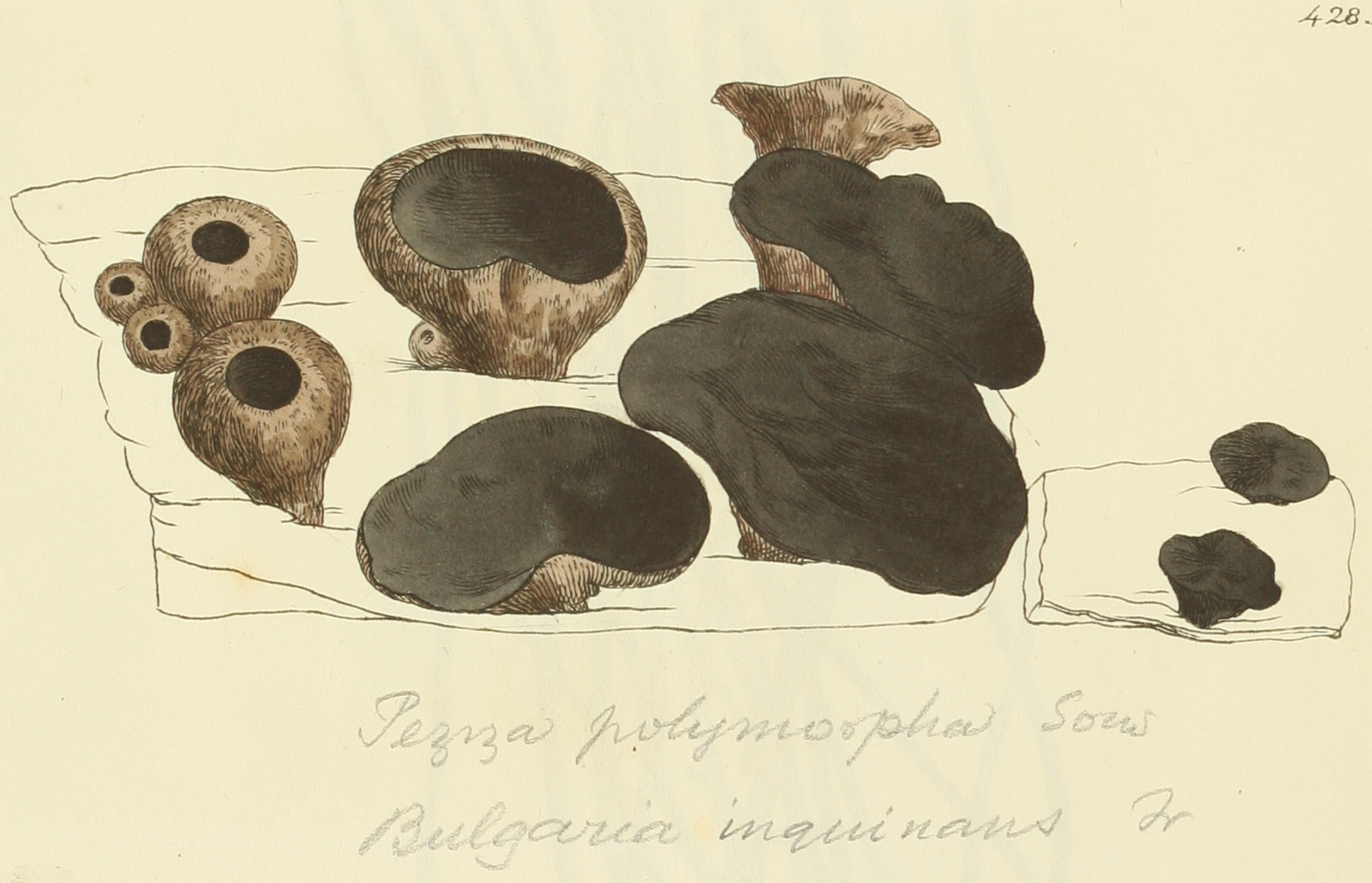

Nem ehető.